# Platostoma leptochilon
Platostoma leptochilon là một loài thực vật có hoa trong họ Hoa môi. Loài này được Robyns miêu tả khoa học đầu tiên năm 1943.
Loài này là bản địa Cộng hòa Dân chủ Congo.